# Museu del Caganer
El Museu del Caganer és una col·lecció privada de caganers situada a Centelles (Osona) i propietat del pintor centellenc Jordi Sarrate. Com a museu, ha estat considerat el més complet del món en la seva temàtica.

## Història
La col·lecció de figures del caganer fou iniciada pel pintor centellenc Jordi Sarrate l'any 1990 amb caganers de capellans, àngels i figures catalanes. Amb el temps, però, Sarrate enriquí la col·lecció amb peces més originals i menys tradicionals. El museu fou inaugurat el 14 de desembre de 2014 a la planta baixa del domicili particular del propietari de la col·lecció, al carrer Jesús, 36 de Centelles (Osona). En el moment de la inauguració la col·lecció comptava amb 1234 figures, quantitat considerada simbòlica pel seu propietari, i xifra que el desembre de 2018 ja superava les 1300.

## Figures
Les més de 1300 figures exposades al museu engloben una gran quantitat de formes, orígens, materials i èpoques, ordenades per estil i per autor i adquirides en botigues físiques, per internet, en basars i directament a artistes consagrats en la creació de figures de caganer. Fetes de fang, plàstic, argent, fusta, resina, plastilina, paper, cera, xocolata, cartró i altres materials, la peça més petita de la col·lecció és de 3 centímetres i la més grossa en fa 30. En relació als orígens, hi ha figures a la col·lecció procedents de Catalunya, Mallorca, Portugal, França, Itàlia, Puerto Rico, la Xina, el Brasil o Espanya i entre els seus autors hi destaquen Joan Scaramuix, Joan Martínez Roca, Guillem Duran, Anna Maria Pla, Pere Homs, Núria Valls i Francesc Godia.